# Советское гарнизонное кладбище (Дрезден)
Советское гарнизонное кладбище в Дрездене было основано в мае 1945 г. как военное кладбище Красной армии. С 1946 по 1987 оно являлось официальным кладбищем гарнизона Советской армии, расквартированного в Дрездене. На нём хоронили солдат и офицеров, членов их семей, а также гражданских служащих армии, умерших во время прохождения службы в гарнизоне. За это время кладбище увеличилось в три раза. Однако документирование велось спорадически.

## Расположение
Кладбище расположено к северо-востоку от центра города на юго-западной границе Дрезднер Хайде, слева от Мариеналлеи в тихом районе Альбертштадт и попадает таким образом под юрисдикцию администрации Нойштадт. Рядом расположено Северное кладбище и военное училище сухопутных войск.

## Кладбище
Советское гарнизонное кладбище — это типичное лесное кладбище. Оно располагается на склоне берега реки Prießnitz, оформлено в виде террас и занимает площадь примерно в 2.3 гектара.
Точное число похороненных на кладбище за 49 лет мужчин, женщин и детей не выяснено. На сегодняшний день известно 1175 отдельных и 246 братских могил. До последнего времени в саксонском управлении мемориальными памятниками говорили о 2268 похороненных. Однако самые последние данные архивного поиска рекомендуют увеличить эту цифру до 2300 человек, из которых 2268 отмечены на памятниках либо именем, либо пометкой «неизвестно».
С 1996 года кладбища находится под юрисдикцией Саксонского управления недвижимостью и строительного управления (SIB) свободной земли Саксонии. Это единственное дрезденское кладбище, которое финансируется землёй Саксония. А с 1992 года, когда после объединения Германии земельная собственность была передана под юрисдикцию ФРГ, некоторые части кладбища стали официально считаться местом военных могил и, согласно федеральному закону о захоронениях (Gräbergesetz), стали охраняться государством. Однако точные границы этих частей неизвестны, потому что кладбище никогда официально не делилось на места для почётного захоронения и места для обычного гражданского захоронения. Провести чёткую границу между военными и невоенными захоронениями невозможно. Линия границы представляла бы собой зигзаг, проходящий по всей территории. Западное и юго-западное крыло кладбища находились под охраной государства, несмотря на недостаточное количество существующих военных могил потому, что исторически считались местом военных захоронений. Северное крыло под охрану государства не попадало, потому что с 1941 по 1987 года ошибочно было записано в немецком управлении могилами как «гражданская часть». Однако для невоенных советских граждан было организовано отдельное кладбище, расположенное в южной части Северного кладбища, в нескольких сотнях метров от гарнизонного кладбища. С конца 2010 благодаря гражданской инициативе северное крыло Советского кладбища гарнизона также находится под охраной государства. Споров не вызывали только два небольших расширения в юго-западном, западном и северном участках, которые присоединили к кладбищу в 1950 году. Здесь находятся преимущественно невоенные могилы.
У входа на кладбище нет никаких вывесок. О том, что это советское гарнизонное кладбище Дрездена, можно узнать только из надписи на камне, стоящем внутри в нескольких метрах от входа. Изначально на Мариеналлее стояла деревянная доска, извещавшая, что тут недалеко находится военное кладбище, и призывавшая к почтительному поведению. Доска была найдена жительницей Дрездена в апреле 2012 года и передана в дрезденский Лапидариум (Лапидариум — хранилище письменности, выполненной на камне; в Дрездене Лапидариум расположен в Ционскирхе, там хранятся архитектурные фрагменты, собранные после окончания второй мировой войны), где ждёт реставрации.  На 9 мая 2024 года перед входом висит официальная табличка на четырёх языках. 

## История

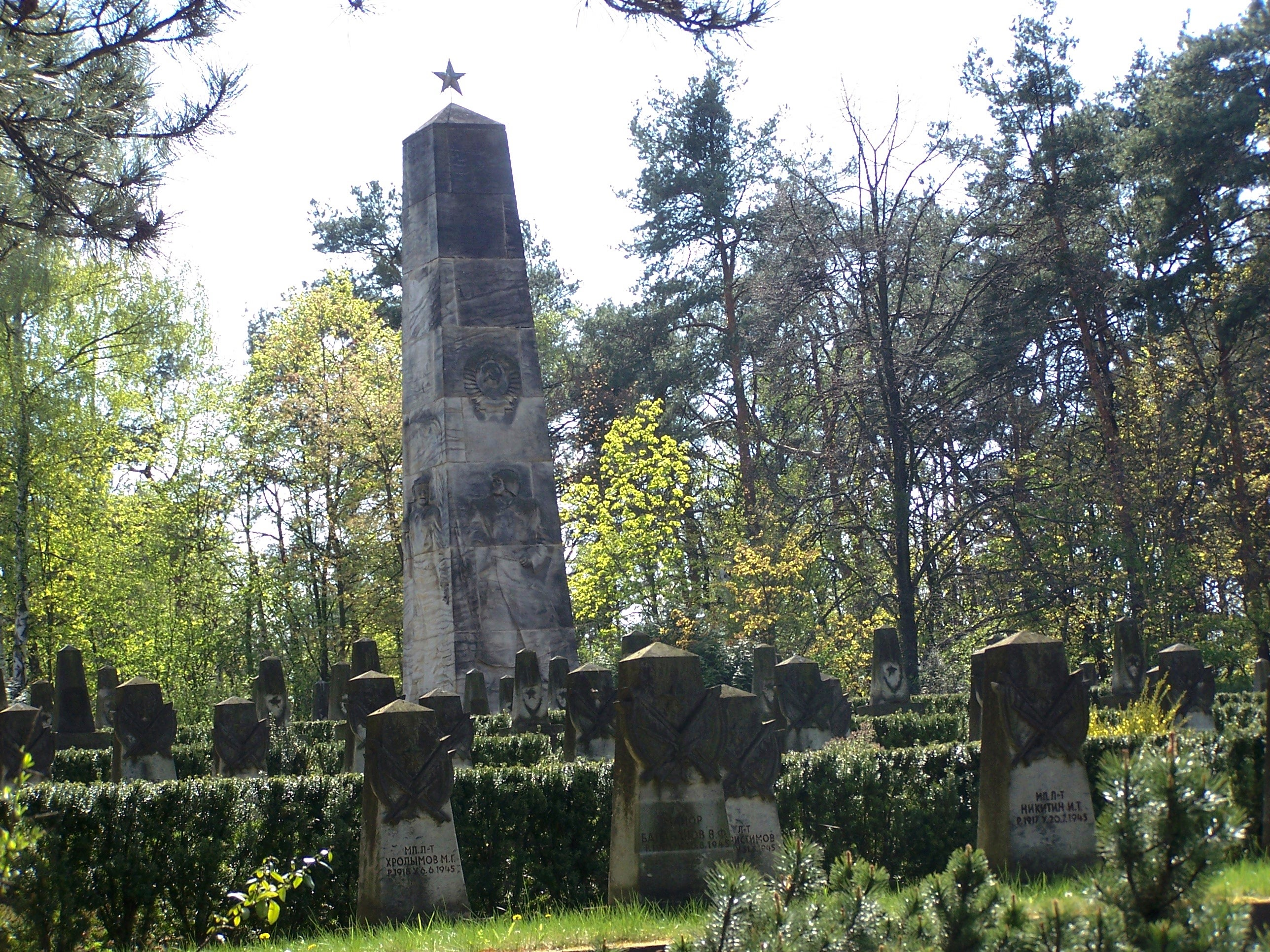
Обелиск (автор Фридрих Пресс)

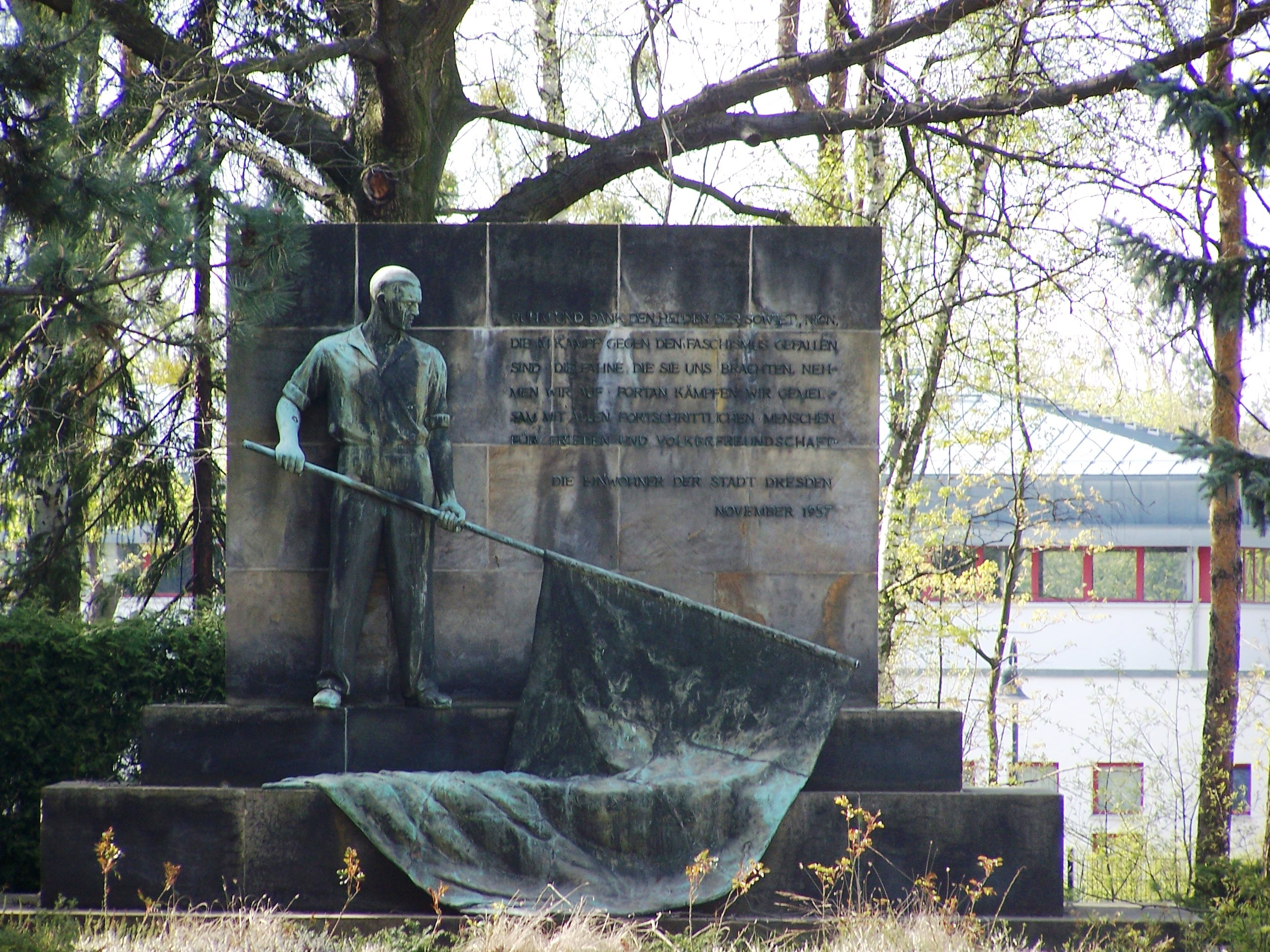
Бронзовая скульптура

8 мая 1945 года — в день капитуляции Вермахта и официального окончания Второй мировой войны — войска Первого Украинского фронта Красной армии под командованием Маршала Ивана Конева заняли Дрезден. Первый, Второй и Четвёртый Украинские фронты (более чем два миллиона советских солдат), направленные на последнюю крупную операцию «Прага», следовали общевойсковым соединением с юга и востока на Дрезден, чтобы подавить последние активные в Саксонии части вермахта под командованием генерал-фельдмаршала Фердинанда Шернера. Двигаясь из Силезии, в первые майские дни 1945 года они прошли через Баутцен, Радеберг и Радебойль и вышли к метрополии на Эльбе, которая была почти полностью разрушена опустошительными воздушными ударами бомбардировщиков союзников 13—14 февраля 1945 г. Фердинанд Шернер понимал безнадёжность борьбы, сдал город и сбежал на следующий день после прихода советских войск. Таким образом, бои за Дрезден не принесли Красной армии больших потерь убитыми. Но раненных, больных и ослабленных последними тяжёлыми месяцами было много.
Боевые части Красной армии разместилась в полностью сохранившихся казармах, расположенных в районе Альбертштадт вдоль улиц Карола-аллея, аллея короля Георга (ныне Штауффенбергаллея) и Мариеналлеи. Из-за плохого снабжения и отсутствия медицинской помощи много солдат умирали в местном военном госпитале, расположенном на Мариеналлее (ныне госпиталь школы офицеров армии). Чаще всего умирали от огнестрельных ранений и контузий, но также от туберкулёза, заражения крови, воспаления лёгких и менингита. Чтобы предотвратить распространение болезней и возникновение эпидемий, умерших нужно было сразу хоронить. В первые дни и месяцы захоронения проводились на обычных городских кладбищах, где уже были похоронено много военнопленных и пригнанных на принудительные работы. Во время последних боевых действий убитых хоронили либо просто на месте, либо тоже на ближайших гражданских кладбищах. Места захоронений педантично документировались и отмечались на географических картах. В первых числах мая умерших в дрезденском военном госпитале начали хоронить неподалёку в лесу. Это место позднее и стало советским гарнизонным кладбищем.
Сначала эти погребения происходили неупорядоченно и временно. Официальные списки погребения не велись. Каждый командир на уровне подразделения, уровне батальона или уровне правления даже после конца войны вёл собственный список вверенной ему боевой единицы. Только 15 апреля 1946 года СВАГ издала приказ о создании организованных кладбищ для советских военнослужащих по всей Восточной Германии и упорядочении процедуры погребения (приказ СВАГ № 117 от 15 апреля 1946 г. «О сооружении особых кладбищ для граждан СССР (военных и гражданских лиц) в Советской Зоне Германии»).
Советское гарнизонное кладбище на Мариеналлее официально открылось в октябре 1946. Погребения теперь проходили упорядочено, могилы оформлялись по общему утверждённому проекту в соответствии с военной иерархией. Ландшафтно-архитектурное оформление кладбища было сделано в 1947 году под руководством Дуглора Голтдкаммера (Duglore Goltdammer) из городского управления зелёными насаждениями.
В течение следующих лет на советское гарнизонное кладбище переносили останки бывших советских военнопленных и пригнанных для принудительных работ, с других кладбищ, а также останки, найденные позже в ходе строительных работ.
Уже к середине 1946 года места на первоначально предусмотренном участке стало не хватать. Первое расширение произошло на север (среднее крыло). Так возникло сегодняшнее мемориальное ядро кладбища с сотнями могил. Здесь между 1946 и 1954 нашли своё успокоение примерно 1000 солдат, офицеров, а также немногие гражданские лица. Но вскоре и тут стало тесно, поэтому в сороковых годов началось планирование и строительство второго большого расширения — северного, западного и юго-западного крыла. Сначала возник могильный ряд у северной границы прежнего кладбища. На правом краю этого ряда находится братская могила семидесяти одного военнопленного и пригнанного на принудительные работы. Западнее находятся три мемориальные рощи (?), где захоронено около девяноста маленьких детей, а также гражданская роща (?) с могилами тридцати пяти женщин и молодых людей. Даты захоронений с 1948 по 1964 года. Детскую рощу украшает обелиск из красного отполированного гранита с надписью: «Здесь покоятся дети Советского Союза». Однако большинство умерших гражданских лиц из советского гарнизона было погребено на советском гражданском кладбище (Северное кладбище, Kannenhenkelweg) или на родине.
В 1947 году был в южном крыле кладбища по приказу военной администрации города Дрездена был установлен шестнадцатиметровый обелиск, увенчанный красной звездой (больше об обелиске см. в разделе «Памятники»).
В ноябре 1957 года в честь сороковой годовщины Октябрьской революции город Дрезден подарил советскому гарнизону памятник «Знаменосцы» для установки на кладбище.
С середины 1960-х годов количество погребений на кладбище начало постепенно снижаться, потому что умерших стали отправлять для захоронения на родину. Их перевозили в специальных поездах и частично по морю. После реформы Советской армии 1967\68 годов, в ходе которой срок службы сократился с трёх лет до двух, а также после закрытия гарнизонных загсов, захоронения на гарнизонном кладбище практически прекратились. Хотя имелись и исключения. Солдаты и гражданские лица хоронились в единичных случаях вплоть до 1970-х и частично даже 1980-х годов дальше на месте, если перевозка тела домой была связана с большими проблемами или офицер или гражданский служащий должен был оставаться в ГДР на службе ещё длительное время и хотел, чтобы могила его умершего члена семьи (в большинстве случае детей) была расположена рядом.
Между 1973 и 1979 на советском гарнизонном кладбище прошла первая большая реконструкцию. Реконструкция была необходима, так как расходы на содержание кладбища стали слишком высоки. Например, в 1969 году составили 75 000 марок только за поддержание зелёных насаждений. Кроме того, большинство надгробных памятников, сделанных из мягкого местного песчаника, сильно выветрились.
Канты из песчаника, которыми была первоначально обрамляема каждая могила, были удалены. Также цоколи из песчаника, которые служили повышению надгробных памятников, вырубались, хотя и не удалялись полностью. Одновременно живые изгороди из туи в рост человека, которые разделяли могильные ряды, прореживались и заменялись на более медленно растущие тисы. Целью было убрать монументальное «Слишком много в камне» и привнести больше света. Если раньше вокруг каждой могилы два раза в год высаживали три ряда цветов, то теперь в ходе реконструкции для экономии средств от этого отказались в пользу более простого обсаживания.
Самым кардинальным преобразованиям подверглось северное крыло. Оно было модельным проектом «современного» кладбищенского оформления, которое было ориентировано прежде всего на экономию затрат. В 1978 году все надгробные памятники, стоявшие здесь и выполненные в стиле основной части кладбища, были удалены и заменены на стоячие или лежачие памятники, сделанные из более устойчивого риолита (вулканического гранита). Советская комендатура дала согласие на замену памятников, после того, как город гарантировал, что никакая могила не обезличится и новые надгробные памятники будут размещены над соответствующей могилой. Достигнутое тогда соглашение соблюдается и по сей день.
В августе 1973 на советском гарнизонном кладбище были похоронены два солдата. Их могилы находятся в северном крыле. Это последнее военное захоронение. Последнее гражданское захоронение тоже находится в северном крыле. Это могила полуторамесячной девочки Яны Борисовой, похороненной в сентябре 1987 года.
Некоторые из могильных мест пусты, так как там погребённые были перезахоронены на родине.
После объединения Германии кладбище перешло сначала под юрисдикцию города Дрездена, а в 1996 — под юрисдикцию республики Саксония. Между 1998 и 2007 на поддержания порядка на всем кладбище не было средств, поэтому оно оставалось закрытым. Федеральное правительство Германии выделило 1 222 602 евро на вторую реконструкцию. Памятникам на главной территории кладбища (но не в северном крыле) вернули первоначальный вид. При реставрации надписей, однако, иногда допускали ошибки. В северном крыле провели работы по укреплению грунта, а также обновили облицовку могил. Дополнительно все стоячие могильные памятники сделали лежачими. Недостаток такого дизайна оказался в том, что по лежачим плитам быстрее разрастается трава и они быстрее замусориваются. Это стало настоящей проблемой, потому что кладбище не отгорожено от леса забором и кабаны, приходящие из леса, по-настоящему закапывали памятники.
В 2008 советское гарнизонное кладбище снова открыли для посетителей. Для захоронений оно в настоящее время не используется. Уход за кладбищем осуществляет Саксонское управление недвижимостью и строительное управление (SIB)

В декабре 2010 Саксонское земельное ведомство охраны исторических памятников признало до сего дня незащищённое северное крыло как часть предметной совокупности памятник культуры «Советское гарнизонное кладбище».
В апреле 2013 по настоянию инициативной группы граждан кладбище обнесли проволочной сеткой с крупными отверстиями для защиты от кабанов. Мероприятие стоило республике Саксония примерно 40.000 евро, но с тех пор кладбище не несёт огромных убытков от нашествий кабанов, которые раньше опустошали всё.

## Главное кладбище

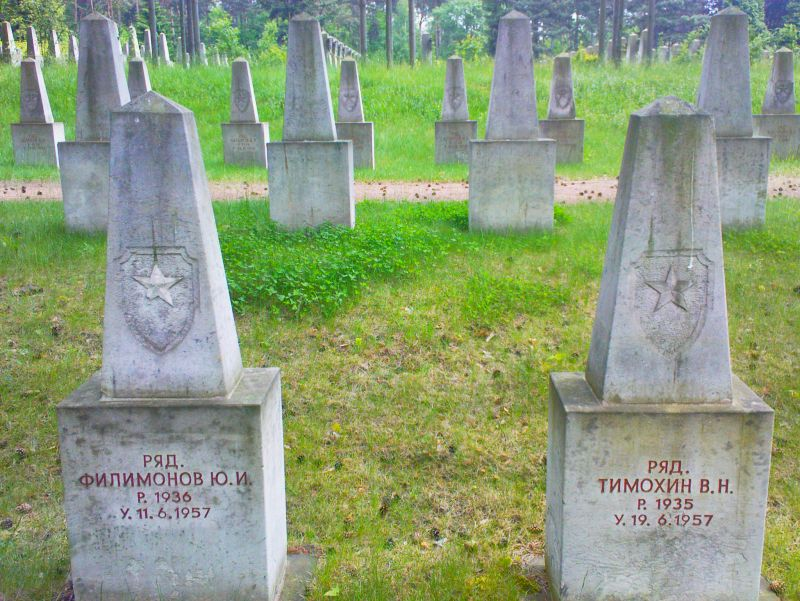
Главное кладбище. Вид с запада на центральное крыло.

Главное кладбище площадью примерно 1,9 га полностью находится под охраной государства, несмотря на нерегулярное расположение военных и гражданских могил. Военные могилы солдат Красной армии находятся в южной и восточной частях, а также составляют большинство в среднем крыле. Военными могилами Немецкий федеральный закон о захоронениях считает все захоронения умерших вследствие Второй мировой войны до 31 марта 1952. Закон обязует все немецкие земли к долгосрочному уходу за военными захоронениями. На советском гарнизонном кладбище под защиту закона вместе с могилами примерно 750 погибших во Второй мировой войне в юго-западном крыле и западном крыле, а также частично в среднем крыле попадают могилы примерно 250 солдатских солдат и офицеров, умерших между 1952 и 1967 годами. Все эти могилы имеют одинаковое оформление. Солдатские могилы в основном братские, обозначенные унифицированным надгробным камнем, могилы офицеров и гражданских лиц в большинстве случаев отдельные, обозначенные унифицированными обелисками.
В южном крыле кладбища по обе стороны от Обелиска находятся 12 рядов с 170-ю могилами павших в майских сражениях, гражданских служащих армии, а также жертв войны, которые умирали от нарушений и недостаточного снабжения до 1946. Здесь находятся также несколько могил женщин и детей. Военнослужащих низших званий, а также гражданских, пригнанные на принудительные работы хоронили преимущественно в братских могилах (4-6 человек). Военнослужащих более высоких званий (в большинстве случаев офицеры), напротив, всегда хоронили в отдельных могилах. Их могилы находятся в передних рядах. Женщин всегда хоронили отдельно от мужчин. Всего в южном крыле похоронено примерно от 500 до 600 человек. Архивные поиски дают основание предполагать, что здесь количество погребённых здесь людей значительно больше, чем указано на надгробных памятниках. По всей видимости, сюда хоронили солдат без указания их имён на надгробных плитах. Причины этого неизвестны.
В среднем крыле кладбища по обе стороны от центральной аллеи расположены 14 рядов могил умерших между 1946 и 1954 солдат и офицеров, а также несколько могил женщин и детей. Здесь проходит граница между военными могилами и могилами умерших в послевоенное время. В передних рядах находятся индивидуальные могилы офицеров и сержантов, в задних рядах двойные могилы и братские могилы военнослужащих низших званий или неизвестных умерших. Среди этих неизвестных есть неидентифицированные останки солдат, погибших во время боёв и обнаруженные при раскопках и строительстве, а также солдаты, служившие в советском дрезденском гарнизоне в послевоенное время и похороненные по каким-то причинам анонимно.
В восточном крыле кладбища, прилегающем к забору вдоль Мариеналлеи, в 14 рядах расположены 72 могилы солдат и гражданских служащих гарнизона, умерших преимущественно между 1948 и 1949 годами. Встречаются здесь могилы, датированные 1945 годом, являющиеся, скорее всего, более поздними перезахоронениями. В этой части кладбища, так же, как и в других, офицеры и солдаты похоронены отдельно. Истории умерших (происхождение, звание, должность, причина смерти) известны, к сожалению, только для очень немногих.
В западном крыле кладбища располагаются 133 надгробных памятника молодых рядовых солдат, умерших между 1955 и 1959 годами. Средний возраст погребённых составляет 21 год. 85 процентов из них были призывниками. Здесь на одном из памятников можно увидеть одну из немногих цветных фотографий (в оригинале «одна из немногих полученных цветных фотографий»; не очень понятно, имеется ли в виду, что кто-то занимался поиском фотографий людей, похороненных на этом кладбище и одну всё-таки нашёл). Она принадлежит солдату Петру Дмитриевичу Кошельнику, умершему\погибшему 22 мая 1958 года в возрасте 20 лет.
В последнем, юго-западном крыле кладбища находится отдельная роща с 64 надгробными памятниками советским офицерам, умершими между 1945 и 1967 годами, но в основном между 1954 и 1964 (61 памятник).
Всего на кладбище похоронено примерно 1600 человек. Подавляющее большинство из них были солдатами. Самым юным был тринадцати-четырнадцатилетний красноармеец, погибший в последних перестрелках в Дрездене в мае 1945.

### Надгробные памятники
Все солдатские надгробные памятники, расположенные на главном кладбище, выполнены в одном стиле и представляют собой прямоугольную плиту из песчаника с вертикальным обелиском из песчаника, увенчанным советской звездой. На плите кириллицей высечены фамилии, инициалы и звания, а также, если были известны или установлены, годы рождения и смерти. Такие солдатские памятники расположены во всех крыльях главного кладбища в задних рядах, иногда встречаются в западном крыле, а также преобладали в северном крыле до момента его реконструкции в 1978 году. На некоторых памятниках были установлены портреты, выполненные из керамики или эмали, но до наших дней сохранились лишь единицы.
Надгробные памятники на офицерских могилах представляют собой стелы из песчаника, украшенные орнаментом в виде перекрещенных винтовок и флагов, а также советской звезды. Кроме того, на некоторых прикреплены мраморные таблички, а также портреты, выполненные из керамики. Кириллицей выгравированы имя, звание и даты жизни. На некоторых памятниках есть эпитафии.
Все надгробные памятники, установленные на кладбище до 1978 года, были сделаны в мастерской дрезденского каменотёса Эрнста Буркхарда, располагавшейся в те годы на кладбище Святого Павла. Происхождение надгробных плит из риолита, установленных на могилах северного крыла после реконструкции, ничего не известно. Предполагается, однако, что они были вытесаны в той же мастерской.

### Памятники

#### Обелиск
Обелиск был создан скульптором Фридрихом Прессом в 1947—1949 годах по заказу города Дрезден. Для Пресса, который преимущественно создавал церковные скульптуры, создание военных мемориалов было неприятным компромиссом между его истинным призванием и давлением со стороны новой социалистической власти. Его памятники есть на многих советских военных кладбищах в Восточной Германии. Проектировал Обелиск архитектор Эмиль Ляйбольд, который также участвовал в восстановлении дрезденского драматического театра.
Оба создателя сделанного из песчаника монумента расписались на его обратной стороне слева. С момента установки обелиска в 1949 году он оптически определяет центр кладбища. В оформлении обелиска использованы типичные символы советской иконографии победы: герб Советского Союза, барельефы танкистов, машущая победоносным войскам девочка, русская деревня, а также надпись на русском языке:
Вечная слава павшим в борьбе за свободу и независимость советской родины. 1941—1945. 

#### Знаменосец
Йоханнес Фридрих Рогге (1898—1983) создал эту бронзовую скульптуру высотой 3,50 м в 1957 году по заказу города Дрездена. Скульптура была подарком города советскому гарнизону в честь 40-й годовщины Октябрьской революции. Скульптура расположена в конце главной аллеи и изображает рабочего, склонившего голову и Красное знамя. Рабочий одет в рубашку с засученными рукавами. Рабочий стоит на фоне стены, выполненной из такого же песчаника, из которого сделаны надгробные монументы. Надпись на стене на немецком языке гласит:
Слава и благодарность героям Советского Союза, павшим в борьбе против фашизма. Мы принимаем знамя, которое они принесли нам. Отныне мы боремся вместе со всеми прогрессивными людьми за мир и дружбу народов. Жители города Дрездена. Ноябрь 1957.

 
Для скульптуры позировал сын тогдашнего начальника полиции Дрездена. На главной аллее перед памятником каждый год 7 ноября проходил армейский парад в честь годовщины Октябрьской революции. 
 

#### Противоречия вокруг нового обелиска
В ноябре 2014 на советском гарнизонном кладбище был установлен новый обелиск. Он был изготовлен и установлен на средства спонсоров по поручению Отдела военных памятников при Посольстве Российской Федерации. Обелиск является символическим надгробьем, поскольку под ним нет могилы. На обелиске выгравированы имена трёх советских солдат: капитан Сергей Ильич Ванков (1913 — 25 апреля 1945), солдат Александр Иванович Минюшин (1914 — 26 апреля 1945) и младший лейтенант Леонтий Иванович Власов (1919 — 25 августа 1945). Ванков и Минюшин погибли в последних боях около Баутцена или около Котбуса. Власов погиб 25 августа 1945 года в результате столкновения двух бомбардировщиков на аэродроме Гроссенхайн. Российская сторона предполагает, что все трое были погребены на советском гарнизонном кладбище Дрездена в братской могиле без указания имён на надгробном памятнике, хотя документов, это подтверждающих, посольство предоставить не может. В списках погребённых на кладбище имена обоих офицеров и солдата не встречаются. Списки пострадавшего личного состава подразделений, в которых служили Ванков, Минюших и Власов, найденные в архивах, свидетельствуют о том, что все трое были похоронены в разных местах. По всей видимости, названия населённых пунктов были неправильно расшифрованы в посольстве РФ. По данным саксонского управления недвижимости и строительством эти трое были похоронены в саксонских местечках Кеттен (Kötten), Ломнитц (Lomnitz) и Оттендорф-Окрилла (Ottendorf-Okrilla) недалеко от Дрездена и, возможно, позже были перезахоронены на советском гарнизонном кладбище. На самом деле, есть документы, указывающие на то, что Власов был похоронен в Саксонии-Анхальт, в местечке Köthen, Ванков — на гражданском кладбище в бранденбургском Оттендорфе (Ottendorf) около Котбуса, а Минюшин — на поле около местечка Ломске (Lomske) севернее Баутцена. Таким образом, с большой вероятностью можно утверждать, что эти три солдата никогда не были ни похоронены, ни перезахоронены на советском гарнизонном кладбище Дрездена.
Тем не менее, обелиск был сооружён. Издержки составили 1500 евро.

## Северное крыло

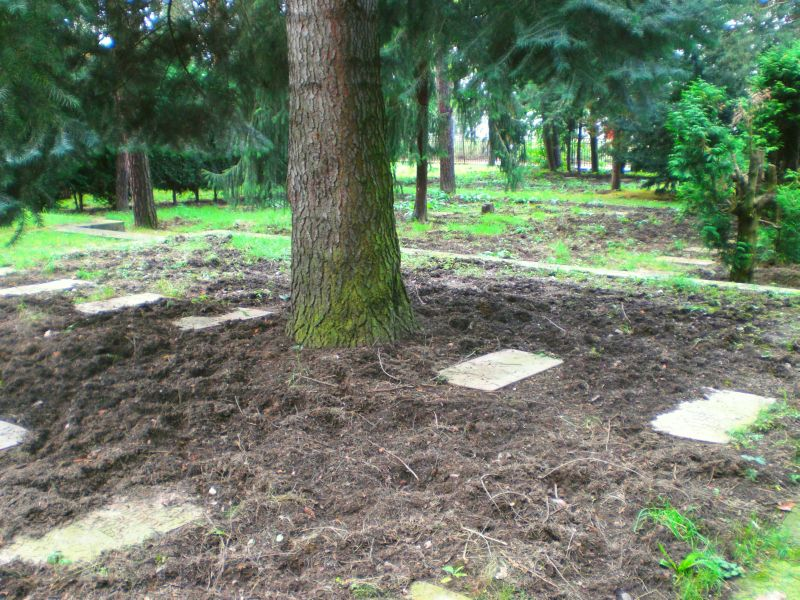
Северное крыло, повреждённое кабанами

Северное крыло начали строить в 1949 году в связи с острым недостатком места на основном кладбище. Оно было построено в форме террас над руслом реки Prießnitz и занимает площадь вплоть до Дрезденер Хайде. Площадь Северного крыла — 0,4 гектара. На его территории растёт много старых деревьев.
Проход в Северное крыло находится сразу за последним рядом могил Главного крыла рядом с мемориальными колонами в честь детей и военнопленных. Несмотря на то, что почти половина из двухсот захороненных здесь людей была официально признана погибшими в ходе военных действий, наличие захоронений гражданских лиц не позволяла взять эту часть кладбища под защиту закона о памятниках. Первые захоронения в Северном крыле в гражданской части были сделаны в 1950 году. За рядом гражданских захоронений начинается лестница, ведущая вниз к разным могилам основной части северного крыла. Лестница и надгробные камни выполнены из песчаника.
Центральная территория Северного крыла разделена оградой на две части. В одной части похоронены военные низших и в редких случаях средних званий, умершие в период с 1952 по 1955 годы. Нагробные плиты сделаны из кварцевого порфира (риолита) (добытого в Лебеюн). На плите высечена советская звезда, а также имена, чины и даты жизни написаны кириллицей благородным шрифтом. Могилы имеют либо квадратную (меньше), либо прямоугольную (больше) формы.
В 1954 году только молодых солдат было похоронено сто человек. Историки считают, что за время присутствия ГСВГ в мирное время погибло до 3000 советских солдат.
По другую сторону ограды находятся могилы советских военных в основном низших званий, похороненных между 1959 и 1973 годами. Средний возраст похороненных — 21 год. На окраине леса находится роща с 65 могилами детей, похороненных между 1960 и 1987 годами, а также с примерно 50 могилами гражданских лиц (в том числе медицинских работников и педагогов), работавших в гарнизоне в 1960-х годах. Всего в Северном крыле было похоронено примерно 685 человек, из них около 400 солдат и 285 гражданских лиц. Согласно немецкому законодательству о неприкосновенности захоронения, срок неприкосновенности в городе Дрезден составляет 20 лет, и давно истёк по отношению к могилам в Северном крыле. Однако ортодоксальная традиция, распространённая в России и других странах, входивших в состав СССР, предполагает вечную неприкосновенность могилы.
О судьбах погибших известно немного, так как советские архивы времён холодной войны ещё не открыты для общества. Однако, благодаря целенаправленным поисках, а иногда и просто случайности, кое-что стало известно. Так команда журналистов в мае 2013 года узнала об обстоятельствах смерти младшего сержанта Алексея Артёмова. Сестра Артёмова приехала посетить могилу брата, который умер в 1967 году в Цайтхайне. В то же самое время команда журналистов вела съёмки фильма на кладбище. Сестра показала журналистам фотографии и документы. Согласно свидетельству о смерти, в феврале 1967 года, незадолго до своего 21 дня рождения и спустя пять месяцев после призыва, Артёмов застрелился.
```
У меня (Боцкалёв Александр Михайлович г. Орехово-Зуево) похоронен родной дядя Боцкалёв Валерий Григорьевич 1940-1960 
```

и у него в свидетельстве о смерти написано САМОУБИЙСТВО.
После объединения Германии в 1990 году Северное крыло не попало под защиту закона о памятниках и было сильно запущено. Это изменилось лишь в декабре 2010 г. В феврале 2011 года неравнодушные граждане города Дрезден объединились в Общество попечителей советского гарнизонного кладбища города Дрезден и стали бороться за сохранение Северного крыла. Благодаря их инициативе с 2012 года каждый год 23 февраля проходит памятное мероприятие, посвящённое жертвам сталинизма и холодной войны в Советской армии.

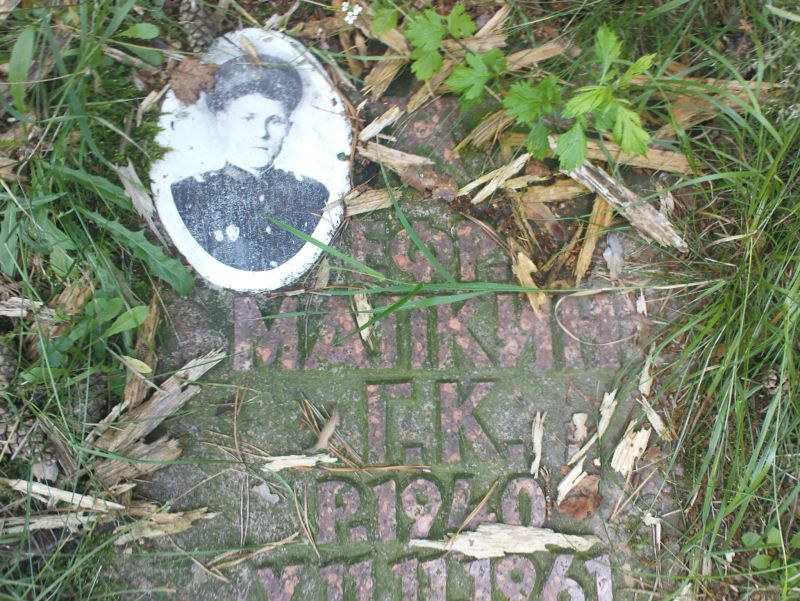
Могила ефрейтора в Северном крыле